# Evaristo Lucidi
Evaristo Lucidi (Montefranco, 4 ottobre 1866 – Roma, 31 marzo 1929) è stato un cardinale italiano.

## Biografia
Nacque a Montefranco il 4 ottobre 1866.
Papa Pio XI lo elevò al rango di cardinale nel concistoro del 20 dicembre 1923.
Morì il 31 marzo 1929 all'età di 62 anni.